# Mysterious
《Mysterious》为Naifu的第二张单曲。

## 收录歌曲
1. Mysterious
  - 作詞:荒神直規 作曲･編曲:森下志音
  - 读卖电视台电视动画《名侦探柯南》片头曲
2. I'm still on my way
  - 作詞:山口篤 作曲･編曲:森下志音
  - 童夢电视广告歌曲

## 参加录音
- 宇德敬子 – 和声

## 收录专辑
- ONE（#1,2）
- THE BEST OF DETECTIVE CONAN 4 〜名探偵コナン テーマ曲集4〜（#1）

| 动画《名侦探柯南》片头曲 2008年10月20日 - 2008年12月22日 |                      |                           |
| 前作: 倉木麻衣 《每一秒都Love for you》                  | Naifu 《Mysterious》 | 次作: 倉木麻衣 《Revive》 |